# Alain Teulié
Vous pouvez aider à l'améliorer ou bien discuter des problèmes sur sa page de discussion.
- Il ne cite pas suffisamment ses sources. Vous pouvez indiquer les passages à sourcer avec {{référence nécessaire}} ou {{Référence souhaitée}}, et inclure les références utiles en les liant aux notes de bas de page. (Marqué depuis avril 2024)
- Certaines informations devraient être mieux reliées aux sources mentionnées dans la bibliographie ou les liens externes. Améliorez sa vérifiabilité en les associant par des références. (Marqué depuis avril 2024)

- Archive Wikiwix
- Bing
- Cairn
- DuckDuckGo
- E. Universalis
- Gallica
- Google
- G. Books
- G. News
- G. Scholar
- Persée
- Qwant
- (zh) Baidu
- (ru) Yandex
- (wd) trouver des œuvres sur Wikidata

Œuvres principales
- Stella Finzi (2019)
- Le dernier baiser de Mozart (2016)

Alain Teulié, né le 2 mars 1960 à Paris, est un écrivain français.

## Biographie
Après son baccalauréat, Alain Teulié entame des études théâtrales aux cours Florent. Il joue dans plusieurs pièces (Marivaux, Pinter). En 1984, il devient l'assistant de Jean-Luc Tardieu pour le spectacle Cocteau-Marais avec Jean Marais.
En 1989, il entre à Paris Première et présente l'émission quotidienne Tout Paris. Pendant sept ans, il reçoit dans son émission des artistes (auteurs, acteurs, réalisateurs, etc.) pour parler de leur actualité. En 1995, il quitte la chaîne pour reprendre son métier d'acteur. Il joue successivement dans plusieurs films pour la télévision. À partir de 2000, il se consacre presque exclusivement au théâtre et à la littérature.

## Auteur de romans jeunesse
- La Bâilleuse, école des loisirs, 2002 (ISBN 978-2-211-05498-0).
- Ma mère est une actrice, éditions Plon, 2007 (ISBN 2-259-20588-7).

## Auteur de romans
- Bleu profond, éditions Anne Carrière, 2002 (ISBN 2-84337-198-8).
- à part ça les hommes vont bien, éditions Plon, 2007 (ISBN 2-259-20535-6).
- Vendredi soir chez les Becker, éditions Plon, 2009 (ISBN 978-2-259-20842-0).
- Pensées d'un père pour la fille qu'il n'a pas eue, éditions Anne Carrière, 2011 (ISBN 978-2-8433-7626-9).
- L'Ange de Dakey Island, éditions Michel de Maule, 2016 (ISBN 978-2-87623-658-5).
- Stella Finzi, éditions Robert Laffont, 2020 (ISBN 2-221-24996-8).
- Le Désir des autres, Suisse, éditions Montsalvens (Maison d'édition Suisse), juin 2022 (ISBN 978-2-940641-45-1).
- L'Escalier du Paradis, éditions du Cherche Midi, 2025 (ISBN 978-2-7491-8196-7).

## Auteur de pièces de théâtre
Représentations de ses pièces :
- 2002 : Virages, mise en scène Daniel Roussel au Studio des Champs-Elysées
- 2016 : Le Dernier Baiser de Mozart, mise en scène Raphaëlle Cambray au Théâtre du Petit Montparnasse
- 2022 : La Main du destin (La mano del destino) mise en scène Marco Carniti au Teatro Manzoni
- 2023 : Le Manteau de Janis, mise en scène Philippe Lelièvre et Delphine Piard au Théâtre du Petit Montparnasse
- 2023 : Le mystère Sunny, mise en scène Dominique Guillo au Théâtre Montparnasse
- 2025 : Le manteau de Janis (version italienne) (Il cappotto de Janis) mise en scène Enrico Maria Lamanna au Teatro Manzoni

## Filmographie

### Cinéma
- 1986 : On a volé Charlie Spencer de Francis Huster
- 1998 : … Comme elle respire de Pierre Salvadori : Le père de Jérémie

### Télévision
- 1995 : Le Mouton noir (téléfilm) : Étienne Perraudin
- 1996 : D'amour et d'eau salée (téléfilm) : Dorval
- 1997 : Julie Lescaut : Dr. Dupre (saison 6, épisode 3)
- 1997 : Un homme en colère : Journaliste devant prison (épisode 1)
- 1998 : Le juge est une femme : Présentateur TV (saison 4, épisode 1)
- 1999 : Au bénéfice du doute (téléfilm) : Le capitaine
- 1999 : Manège : Docteur Alain Lefloch
- 2002 : Femmes de loi : Juge d'instruction (épisode L'École du vice)
- 2002 : Les Pygmées de Carlo (téléfilm)
- 2002 : Napoléon (mini-série) : Hippolyte Charles (4 épisodes)
- 2004 : Groupe flag : Voleur (saison 2, épisode 5)
- 2005 : Faites comme chez vous ! : Médecin (épisode 13)
- 2006 : Avocats et Associés : Avocat Partie Civile (épisode La Dernière Séance)
- 2006 : Jeff et Léo, flics et jumeaux : Anton Kubelic (saison 2, épisode 2)
- 2008 : La Cour des grands : Antoine Chalvon (2 épisodes)